# Vostochni (Bélaya Glina, Krasnodar)
Vostochni (del ruso: Восточный) es un posiólok del raión de Bélaya Glina del krai de Krasnodar de Rusia. Está en la cabecera del río Plóskaya afluente del Yeya, 13 km al noroeste de Bélaya Glina y 197 km al nordeste de Krasnodar, la capital del krai. Pertenece al municipio Tsentrálnoye. Tenía 313 habitantes en 2010